# Чэнь Лу
Чэнь Лу (кит. упр. 陈露, встречается ошибочное Чен Лю; род. 24 ноября 1976 года в Чанчуне, Китай) — китайская фигуристка, выступавшая в одиночном разряде. Двукратная бронзовая олимпийская медалистка (1994 и 1998 год), чемпионка мира по фигурному катанию, а также девятикратная чемпионка Китая.

## Биография
Отец Чэнь Лу, в прошлом хоккеист, работал тренером по хоккею, а мать играла в настольный теннис. Первые коньки Чэнь Лу получила в подарок от отца в возрасте 5 лет.
В конце 1990 года выиграла бронзовую медаль на юниорском чемпионате мира, это была первая медаль китайских фигуристов на мировом уровне.
В 1994 году она завоевала бронзовую медаль на Олимпиаде в Лиллехамере. И эта медаль стала первой китайской олимпийской медалью в фигурном катании. В 1995 году она стала чемпионкой мира, и это тоже наивысшее на сегодняшний день достижение для китайских одиночниц.
В 1997 году после серьёзной травмы она смогла стать только 25-й на чемпионате мира. Тогда она переехала в США, сменила тренера и хореографа и в 1998 году, на Олимпиаде в Нагано вновь встала на третью ступеньку пьедестала.
По окончании любительской карьеры Чэнь Лу много гастролировала с шоу «Stars on Ice» в течение двух сезонов, а также участвовала в соревнованиях среди профессионалов.
Китайская федерация фигурного катания попросила Чэнь Лу участвовать в 2001 году в 9-х Китайских национальных играх (Игры проводятся раз в четыре года по аналогии с Олимпиадами, но только среди китайских спортсменов), которые она выиграла.
В июле 2005 года Чэнь Лу вышла замуж за российского парника Дениса Петрова, серебряного призёра зимней Олимпиады 1992 года. 28 июня 2006 года у них родился сын Никита, а 8 июля 2009 года — дочь Анастасия.  Семья довольно долго жила в Сан-Франциско, так как и Чэнь Лу и Денис являются натурализованными гражданами США, затем перебралась в Китай.
Теперь Чэнь Лу является руководителем Всемирной академии фигурного катания (англ. World Ice Arena Skating Academy) расположенной на ледовой арене в городе Шэньчжэнь, близ Гонконга. Параллельно она ставит хореографию для китайских фигуристов, а также комментирует соревнования по фигурному катанию на телевидении.
В 2007 году Чэнь Лу поддержала заявку российского Сочи на проведение зимней Олимпиады в 2014 году.

## Спортивные достижения
| Соревнования/Сезон                  | 1990 | 1991 | 1992 | 1993 | 1994 | 1995 | 1996 | 1997 | 1998 | 2001 |
| Зимние Олимпийские игры             |      |      | 6    |      | 3    |      |      |      | 3    |      |
| Чемпионаты мира                     |      | 12   | 3    | 3    | WD   | 1    | 2    | 25   |      |      |
| Чемпионаты мира среди юниоров       |      | 3    | 3    |      |      |      |      |      |      |      |
| Чемпионаты Китая                    | 1    | 1    | 1    | 1    | 1    | 1    | 1    | 1    | 1    |      |
| Этапы Гран-При: NHK Trophy          |      | 3    |      |      | 1    | 1    |      | 3    |      |      |
| Этапы Гран-При:Skate America        |      | 4    | 3    |      |      | 2    | WD   |      |      |      |
| Этапы Гран-При:Skate Canada         |      |      |      | 1    |      |      |      |      |      |      |
| Этапы Гран-При:Trophée Eric Bompard |      |      |      |      |      | 2    | WD   | 4    |      |      |
| Финалы Гран-При                     |      |      |      |      |      | 4    |      |      |      |      |
| Китайские национальные игры         |      |      |      |      |      |      |      |      |      | 1    |
| Азиатские зимние игры               |      |      |      |      |      |      | 1    |      |      |      |
| Мемориал Карла Шефера               |      |      |      |      |      |      |      | 1    |      |      |

WD=снялась с соревнований